# 15710 Böcklin
(15710) Bocklin, denumire internațională (15710) Böcklin, este un asteroid din centura principală de asteroizi.

## Descriere
15710 Böcklin este un asteroid din centura principală de asteroizi. A fost descoperit pe 11 ianuarie 1989 la Tautenburg de Freimut Börngen. Asteroidul prezintă o orbită caracterizată de o semiaxă mare de 2,24 ua, o excentricitate de 0,19 și o înclinație de 7,0° în raport cu ecliptica.